# Carlos Oyarzun
Carlos Iván Oyarzun Guiñez (* 26. Oktober 1981 in San Bernardo) ist ein chilenischer Radrennfahrer.

## Sportlicher Werdegang
Carlos Oyarzun wurde 2006 Zweiter der Gesamtwertung bei der Volta a Coruna. Im nächsten Jahr schaffte er es dort auf den dritten Gesamtplatz, wie auch bei der Volta a Galicia und bei der Vuelta a Salamanca. Außerdem gewann er das Eintagesrennen Prueba Santa Cruz. 2008 fuhr er für das mexikanische Continental Team Tecos de la Universidad Autónoma de Guadalajara. In seinem ersten Jahr dort war er auf dem ersten Teilstück der Tour of Belize erfolgreich und konnte so auch die Gesamtwertung für sich entscheiden. 2010 gewann er das Straßenrennen der Männer bei den Panamerikanischen Meisterschaften.
2011 wurde Oyarzun Mitglied im Movistar Team. Mit dem Team nahm er am Giro d’Italia 2011 teil, den er auf dem 112. Platz beendete. Im Verlauf der gesamten Saison 2011 blieb er ohne Top-10-Platzierung für sein Team, so dass sein Vertrag nicht verlängert wurde. 2012 kehrte er nach einem Jahr Unterbrechung nach Europa zurück, wo er für mehrere UCI Continental Teams an den Start ging. 2013 und 2015 wurde er jeweils Panamerika-Meister im Einzelzeitfahren.
Bei den Panamerikanischen Spielen 2015 wurde Oyarzun positiv auf Roxadustat getestet und von der UCI wegen Dopings für vier Jahre gesperrt.
Nach Ablauf seiner Sperre kehrte Oyarzun 2020 mit dem angolanischen Continental Team BAI-Sicasal-Petro de Luanda in den Radsport zurück. Sei 2021 fährt er für das Team Aviludo-Louletano-Loulé. Nennenswerte Ergebnisse gelangen ihm seit seiner Rückkehr nicht mehr.

## Erfolge
2008
- Gesamtwertung und eine Etappe Tour of Belize

2010
- Panamerikameister – Straßenrennen
- eine Etappe Circuito Montañés

2011
- Panamerikaspiele – Einzelzeitfahren

2012
- Chilenischer Meister – Einzelzeitfahren
- Chilenischer Meister – Straßenrennen

2013
- Panamerikameister – Einzelzeitfahren

2015
- Gesamtwertung und eine Etappe Vuelta Ciclista del Uruguay
- eine Etappe Volta Ciclística Internacional do Rio Grande do Sul
- Panamerikameister – Einzelzeitfahren